# Sanry-lès-Vigy
Sanry-lès-Vigy är en kommun i departementet Moselle i regionen Grand Est (tidigare regionen Lorraine) i nordöstra Frankrike. Kommunen ligger i kantonen Vigy som tillhör arrondissementet Metz-Campagne. År 2022 hade Sanry-lès-Vigy 507 invånare.

## Befolkningsutveckling
Antalet invånare i kommunen Sanry-lès-Vigy
| Referens: INSEE |